# Päpstliches Französisches Priesterseminar

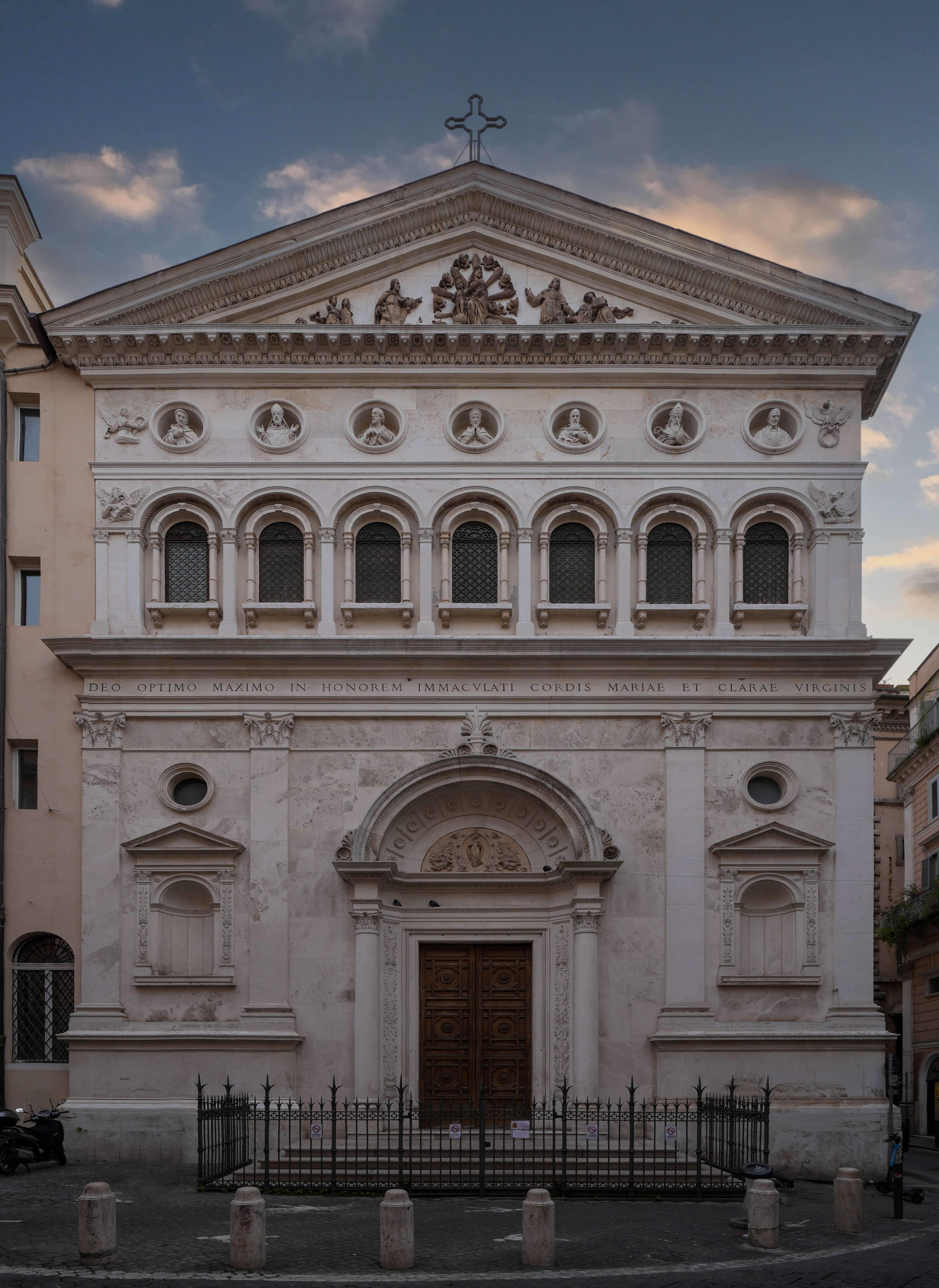
Santa Chiara (Rom), Kirche des Französischen Priesterseminars

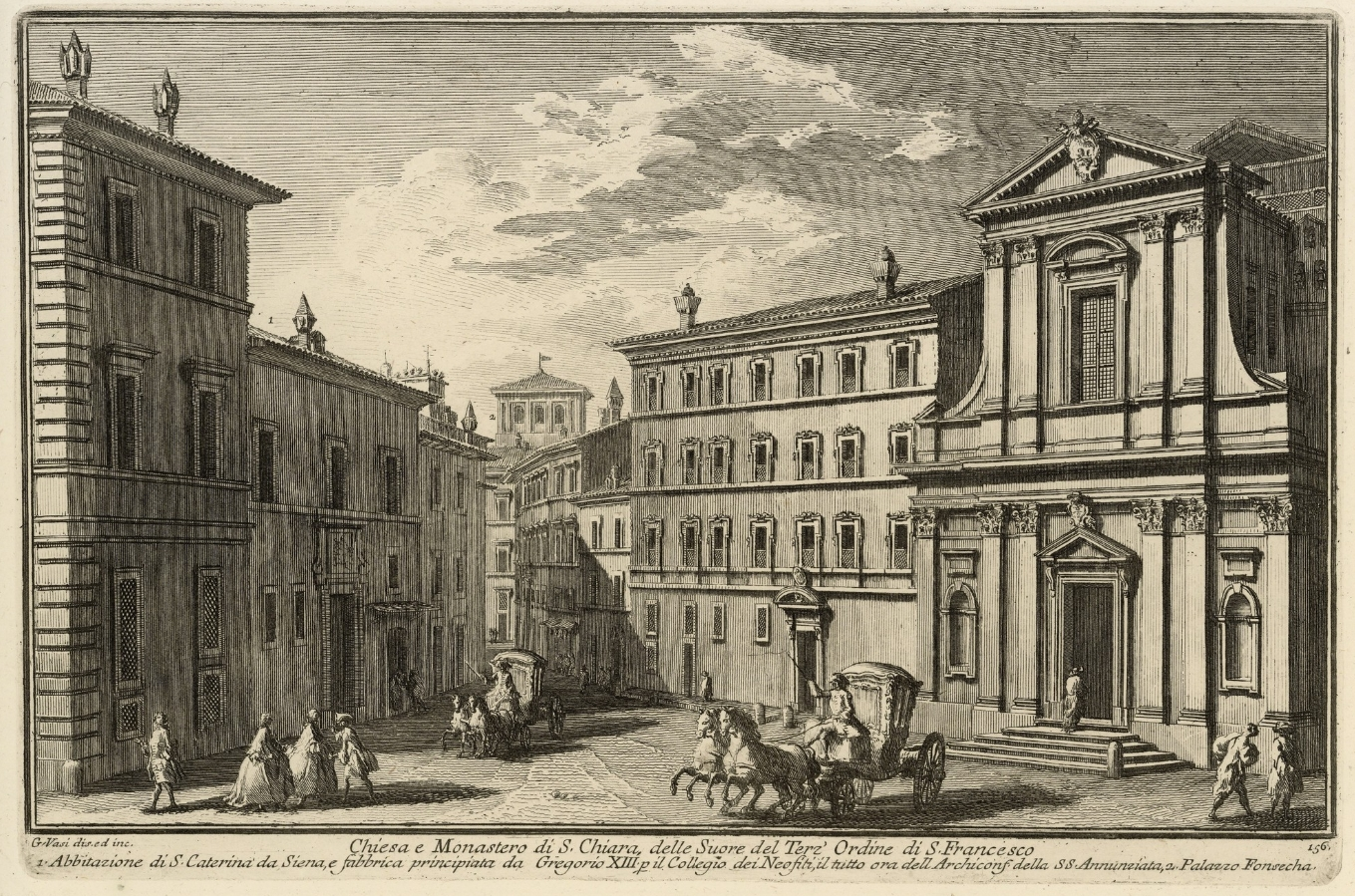
Ehemaliges Kloster und Kirche Santa Chiara (1748)

Das Päpstliche Französisches Priesterseminar (lateinisch Pontificium Seminarium Gallicum in Urbe, französisch Séminaire Pontifical Français de Rome, Kurzbezeichnung: Gallicum) ist ein französischsprachiges römisch-katholisches Priesterseminar in Rom.

## Geschichte
Das „Gallicum“ wurde 1853 durch Louis-Marie Lannurien (1823–1854) von der Ordensgemeinschaft der Spiritaner gegründet. Seit 1856 hat das Seminar ihren Sitz in einem ehemaligen Kloster der Klarissen mit der Kirche Santa Chiara, 1890 erfolgte eine umfassende Renovierung der Gebäude.
Das von Papst Pius IX. anerkannte Seminar wurde 1902 von Papst Leo XIII. zum Päpstlichen Seminar erhoben.
Unter anderem war der orthodoxe Patriarch Bartholomäus I. von Konstantinopel während seiner Ausbildung Alumne des Seminars. Während des Zweiten Weltkriegs wurden auf Bitte von Papst Pius XII. mehrere Monate lang verfolgte Juden als Seminaristen aufgenommen. Während des Zweiten Vatikanischen Konzils von 1962 bis 1965 war das französische Seminar Gastgeber für die Bischöfe Frankreichs, die an den Konzilstreffen teilnahmen.

## Organisation
Seit dem 4. August 2009, dem 150. Todestag des heiligen Jean-Marie Vianney, wurde das Seminar von den Spiritanern auf die Bischofskonferenz Frankreich übertragen und von dieser unterstützt. Das Studienprogramm wird an der Päpstlichen Universität Gregoriana absolviert. Regens des Priesterseminars ist seit 2009 Vincent Siret.
Das Seminar befindet sich in der Via di Santa Chiara 42 in Rom.

## Persönlichkeiten
- Emmanuel Suhard (1874–1949), Kardinal, Erzbischof von Paris
- Léon Gromier (1879–1965), Priester und Rubrizist
- Marcel Lefebvre (1905–1991), Erzbischof, Gründer der Priesterbruderschaft St. Pius X., Exkommunikation 1991
- Paul-Louis Carrière (1908–2008), Bischof von Laval
- Henri Schwery (1932–2021), Kardinal, Bischof von Sitten
- Philippe Ballot (* 1956), Bischof von Metz